# モンテカルロ
モンテカルロ（Monte Carlo、フランス語: Monte-Carlo / Mont-Charles、モナコ語: Munte Carlu、オック語: Montcarles）は、モナコの4つの地区（カルティエ）の1つであり、同国の北東部、モナコ湾の北岸に位置する。モンテカルロ地区は行政上、同名の「モンテカルロ区」を含む4つの区にさらに分けられている。
モンテカルロとはイタリア語で「シャルルの山」という意味であり、モナコ公シャルル3世の治世下で名づけられた。

## 経済・文化
モナコの中心市街地であり、モナコ経済を支える観光業の中心地区である。
国営カジノであるモンテカルロカジノをはじめ、湯治場、ゴルフ場、水泳場、美術館、植物園、豪華なホテルなどの設備が集まる。芸術祭、スポーツ祭などの催しも多く行われる。
シャルル・ガルニエによって建築されたモンテカルロカジノは1,000人の客を収容する大広間と、ルーレットを備えたいくつかの部屋などからなり、絵画・浮き彫り・塑像などの装飾品、花壇を備えた前庭がある。また、モンテカルロ歌劇場を併設している。

## スポーツ
本地区の公道をコース（モンテカルロ市街地コース）として利用するF1のモナコGPや、本地区を起点とするWRCのラリー・モンテカルロが行われる。テニスのモンテカルロ・マスターズも有名。

## 主な出身著名人
- シャルル・ルクレール - F1ドライバー

## ギャラリー

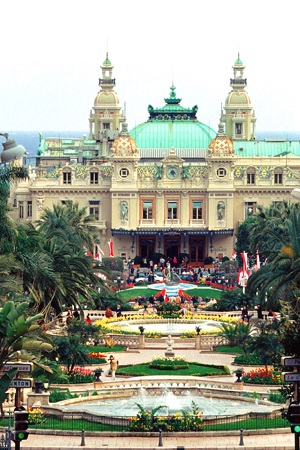
モンテカルロ国営カジノ（グラン・カジノ）
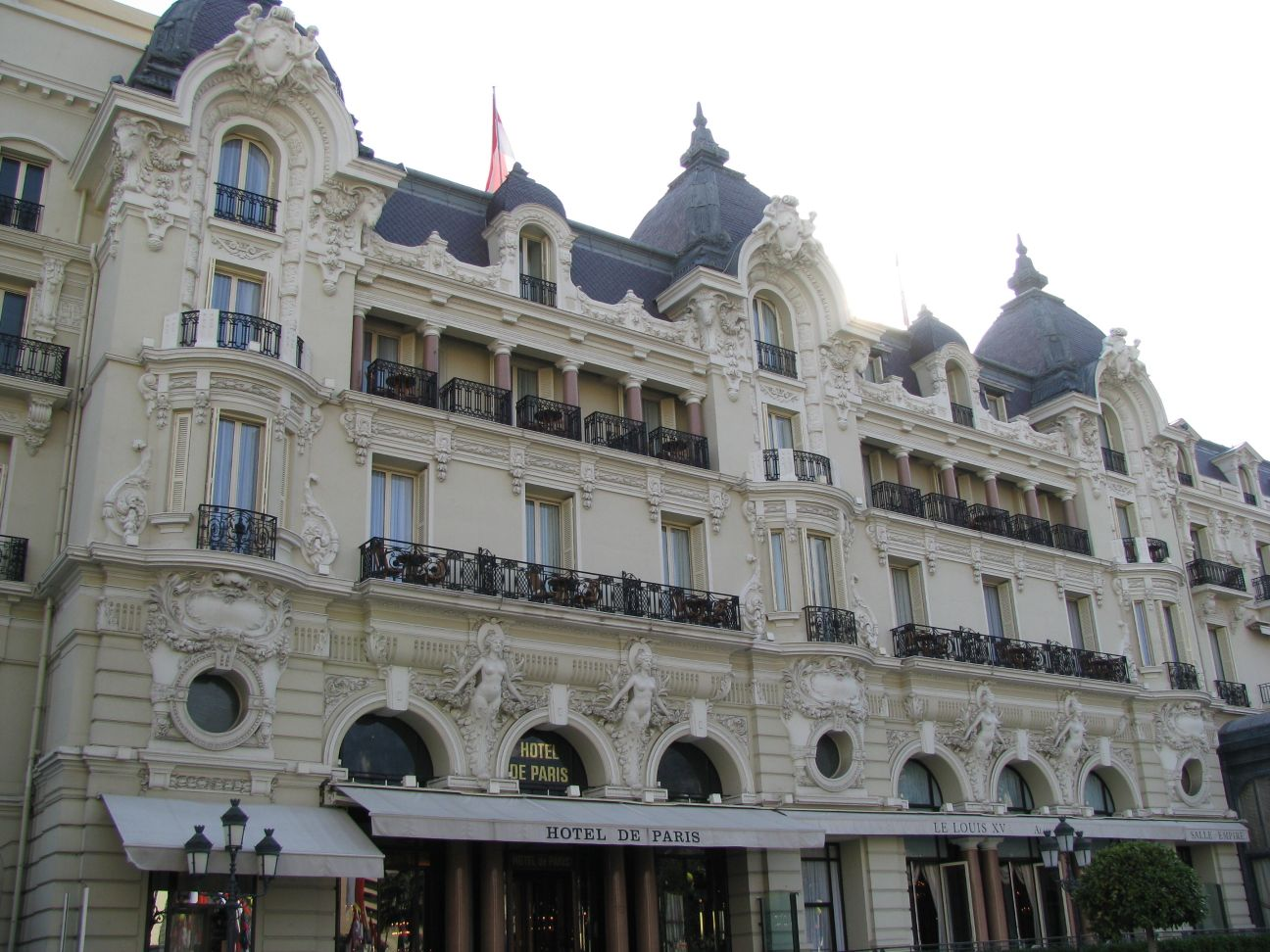
オテル・ド・パリ